# Jean Breuer
Jean Breuer (Colonia, 1 de marzo de 1938-12 de abril de 2025) fue un deportista alemán que compitió para la RFA en ciclismo en la modalidad de pista, especialista en la prueba de medio fondo.
Ganó tres medallas en el Campeonato Mundial de Ciclismo en Pista entre los años 1972 y 1975.

## Medallero internacional
| Campeonato Mundial | Campeonato Mundial | Campeonato Mundial | Campeonato Mundial |
| Año                | Lugar              | Medalla            | Competición        |
| ------------------ | ------------------ | ------------------ | ------------------ |
| 1972               | Marsella (Francia) | Medalla de plata   | Medio fondo (A)    |
| 1974               | Montreal (Canadá)  | Medalla de oro     | Medio fondo (A)    |
| 1975               | Rocourt (Bélgica)  | Medalla de bronce  | Medio fondo (P)    |